# Oldtimer-Gasse
Die Oldtimer-Gasse (Eigenschreibweise überwiegend Oldtimer Gasse) war ein Automuseum in Hamburg.

## Geschichte
Das Autohaus Raffay in Hamburg bestand ab 1904. Die Inhaber, darunter Gerhard von Raffay, sammelten viele Oldtimer. 1973 eröffneten sie an der Hamburger Straße 195 das Museum. Es war täglich geöffnet. Es hatte eine Grundfläche von 380 Quadratmetern und war zu klein, um die komplette Sammlung präsentieren zu können. Deshalb gab es jährlich wechselnde Ausstellungen, die sich auf Fahrzeuge zu einem Thema oder einer Epoche beschränkten. Das war damals einzigartig. Jahre später griffen das Museu do Automóvel Antigo im portugiesischen Paço de Arcos, das Pantheon Basel im schweizerischen Muttenz und die Central Garage in Bad Homburg vor der Höhe das Konzept der Wechselausstellungen auf.
Im Juni 1980 bot die Oldtimer-Gasse drei Fahrzeuge der Marke Mercedes von der Daimler-Motoren-Gesellschaft aus den Jahren 1923 und 1924 in unterschiedlichen Zuständen in der Oldtimerzeitschrift Automobil- und Motorrad-Chronik an, hier allerdings schon mit der Adresse Mittelweg 18, die zum Autohaus Raffay gehörte. Im September 1981 wurde in der gleichen Zeitschrift ein Simson Supra Typ So 8/40 von 1925 angeboten. Es war ein viertüriger Tourenwagen mit einer hellen Karosserie.
1982 wurde über das Museum noch berichtet. Danach gibt es keine Informationen mehr. In einer Liste damals aktueller deutscher Automuseen von 1984 in der Motor Klassik ist kein Eintrag mehr vorhanden.

## Ausstellungsgegenstände

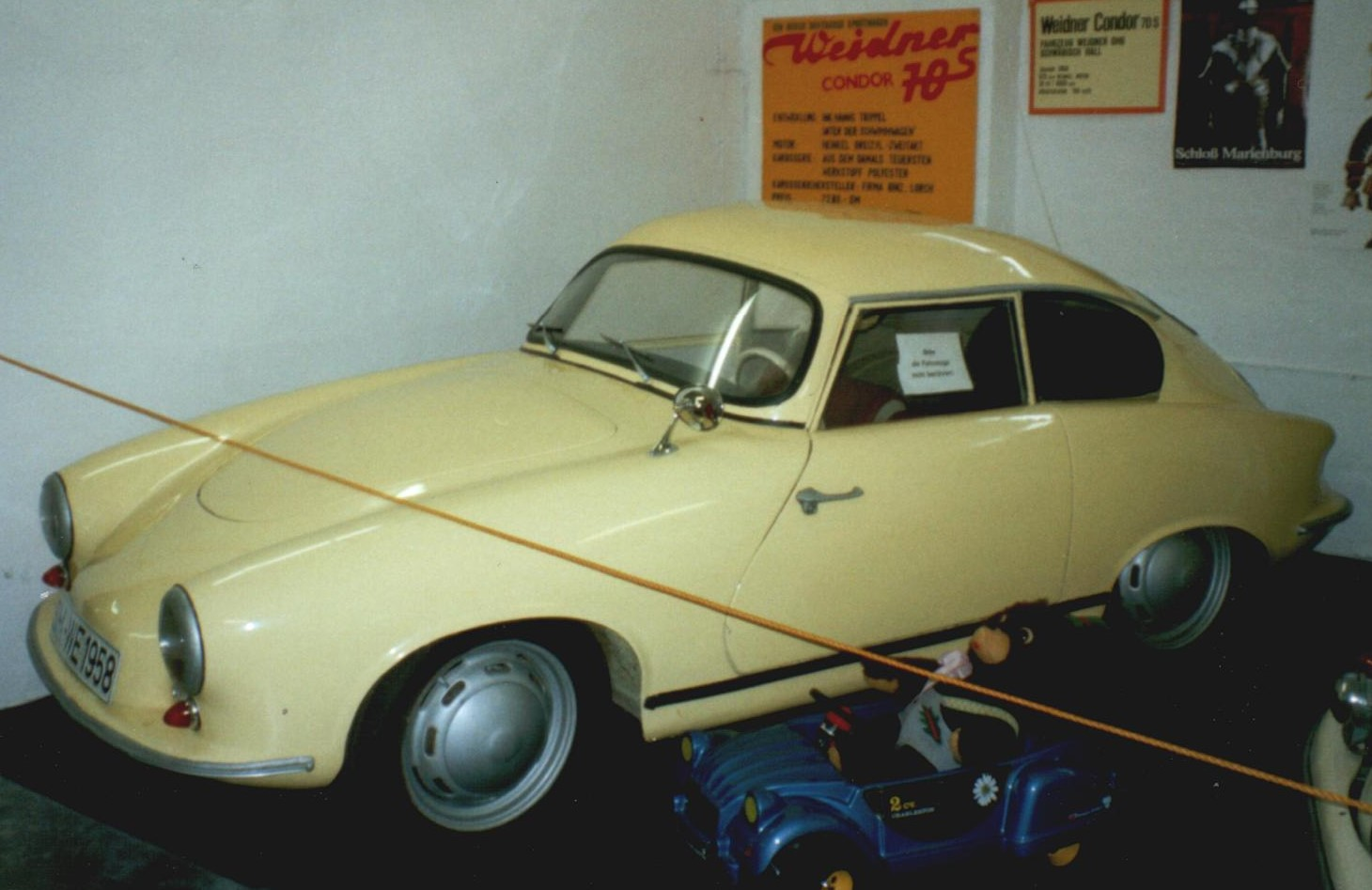
Der Weidner 70 S, Foto von 1998 im Automuseum Störy

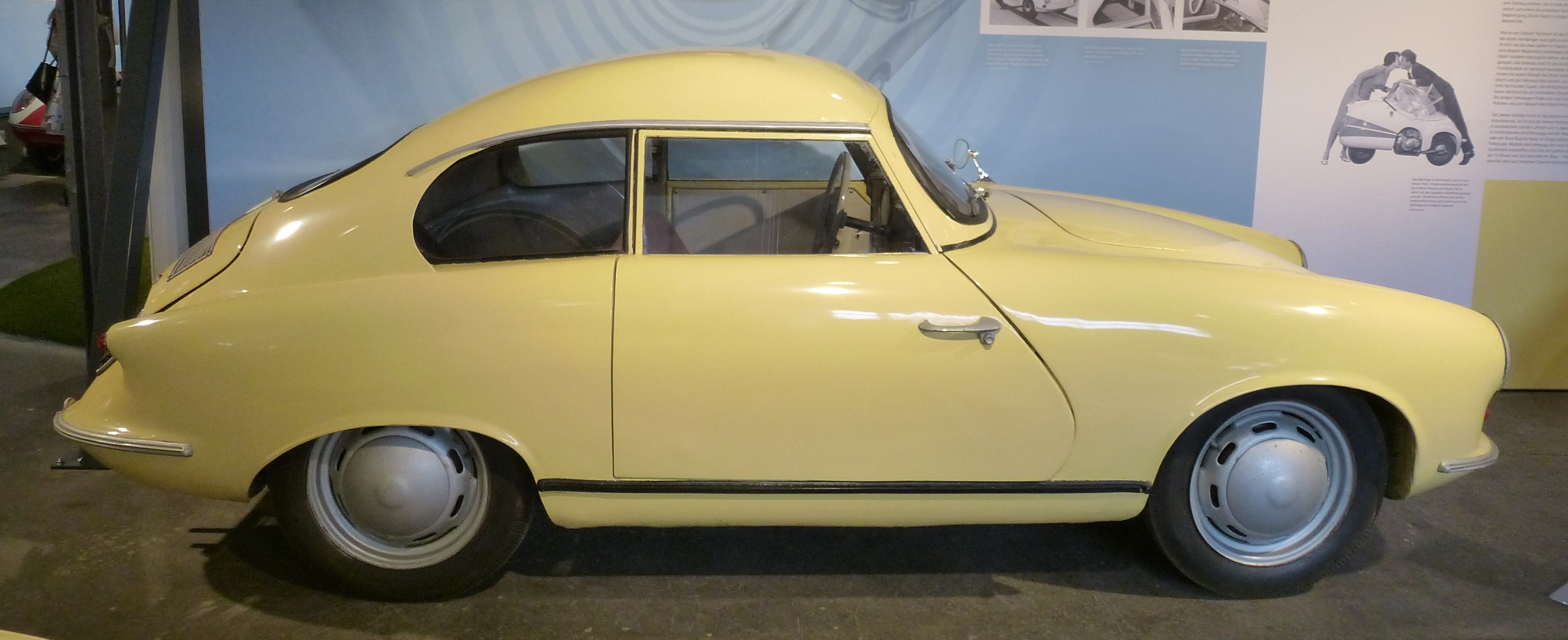
Dasselbe Fahrzeug 2018 im PS-Speicher

Präsentiert wurden jedes Mal zwischen 12 und 20 Fahrzeuge sowie Zubehör.
Bekannt sind die Ausstellungen „Klassische Automobile“ (1973), „Anno 1904 und das Automobil“ (1974), „Kleinmobile nach 1945“ (1975) und „Die 20er Jahre“ (1976). Zumindest zu den beiden letztgenannten gab es jeweils einen Ausstellungskatalog.
Die folgenden ausgestellten Automobile sind überliefert: Austro-Daimler AD 6-17, Renault Type BZ von 1910, Delahaye von 1896, Orient Express von 1899, Gobron 40/60 PS von 1912, Duryea von 1904, Voisin C 14 von Aéroplanes G. Voisin von 1912, Austro-Daimler Rennwagen von 1922, Porsche 911 S als Rallyefahrzeug und ein Dampfwagen White E der White Motor Company von 1905. Außerdem wurden Fahrräder, Motorräder, Karren und Pferdewagen ausgestellt.
Die Ausstellung „Anno 1904“ umfasste mit einem Benz Parsifal mit Vierzylindermotor, einem Mercedes-Simplex, einem Georges Richard und einem Peugeot Typ 65 nur vier Personenkraftwagen, aber darüber hinaus ein FN-Motorrad mit Vierzylindermotor, einige Fahrräder, einen Pferdeomnibus, Zubehör und Gebrauchsgegenstände jener Zeit.
In der Kleinwagenausstellung stand ein Lloyd LP 300 von 1951. Dieser Wagen gehörte von 1970 bis 1975 Erik Eckermann, war dann für die Zeit der Ausstellung im Besitz von Gerhard von Raffay, wurde im Oktober 1976 an das Museum für Kleinstwagen der Nachkriegszeit in Warstein abgegeben und dort bis zum Tod des Betreibers Berger 1979 ausgestellt. Nach langen Jahren des Stillstands erwarb ihn 2005 Bruce Weiner und präsentierte ihn in seinem Bruce Weiner Microcar Museum in Madison, Georgia, Vereinigte Staaten. Als Höhepunkt der Kleinwagenausstellung wird ein Weidner 70 S genannt. Er stammte ebenfalls aus dem Vorbesitz von Erik Eckermann, der ihn vor dem Verschrotten bewahrt hatte, ging im Juni 1974 in den Besitz von Gerhard von Raffay über, gehörte danach dem Automuseum Störy in Störy und seit 2012 dem PS-Speicher in Einbeck. Weitere Fahrzeuge waren Messerschmitt Kabinenroller, Zündapp Janus, Spatz, Fuldamobil, Maico, Goggomobil, Kleinschnittger F 125, Heinkel Kabine, BMW Isetta und Bistram.